# Cottontown
Cottontown – jednostka osadnicza w Stanach Zjednoczonych, w stanie Tennessee, w hrabstwie Sumner.